# Моронг
Мо́ронг (пол. Morąg, нім. Mohrungen) — місто в північній Польщі.
Належить до Острудзького повіту Вармінсько-Мазурського воєводства.

## Історія
Після захоплення Поґезанії (1280 р.), хрестоносці почали будувати дерев'яну сторожову башту над озером. Замок поставлено імовірно на місці давнього пруського селища Маріна. Пізніше замок став резиденцією тевтонських чиновників — війтів. Біля замку закладено осаду, яка 1327 р. отримала міські права. Місто мало дуже добрі територіальні умови, які полегшували його оборону. Від південної сторони перешкодою було озеро (нині Моронська заплава), від заходу — потік називаний Млинським, від північної сторони — Млинський ставок, на східній стороні викопано рови, які заповнено водою.
На рубежі XIV–XV ст. місто оточено муром. У місті побудовано костел та ратушу. У 1410 р. Моронг був зайнятий військами Владислава Ягайла, яке після битви під Ґрунвальдом прямувало на Мальборк. У 1414 р. місто згоріло. Від 1440 Моронг належав до Прусського Союзу.

## Пам'ятки
- Ґотична ратуша, побудована 1444 р., яка була знищена у пожежі, пізніше відбудована.
- Палац Догнів побудований у роках 1562-71 р. Ахецім Догною, палац перебудовано у 1717-19 роках, знищено під час війни та відбудовано після війни, нині у ньому знаходиться Музей Бармії та Мазур імені Й. Ґ. Гердера.
- Залишки захисних мурів та башт, які побудовано у XIV ст.
- Залишки тевтонського замку, який розібрано у 1815 р. нині замок відбудовується.
- Ґотичний Костел св. Петра та Павла.
- Доми та кам'яниці.
- Кіркут — кладовище давньої єврейської гміни, розформованої у часі панування А. Гітлера.
- Цвинтарна каплиця, яка розташована на євангельському кладовищі.
- У Моронзі побудовано також Греко-католицьку Церкву св. Юра.

## Демографія
Демографічна структура станом на 31 березня 2011 року:
|          | Загалом | Допрацездатний вік | Працездатний вік | Постпрацездатний вік |
| -------- | ------- | ------------------ | ---------------- | -------------------- |
| Чоловіки | 7044    | 1426               | 5028             | 590                  |
| Жінки    | 7542    | 1349               | 4540             | 1653                 |
| Разом    | 14586   | 2775               | 9568             | 2243                 |

## Українська громада в Моронгу
Греко-католицька церква (і парафія) Св. Юрія у Моронгу, вул. Домбровського (Dąbrowskiego) 30 — це сучасний храм збудований у 1995—2000 роках, освячений в 2000 року. Всередині знаходиться сучасний іконостас.
У 1947 році до Моронга з Підляшшя вивезли 171 православного українця. Діє філія православної парафії св. Миколая в Орнеті у колишній цвинтарній каплиці — наразі церкві св. Володимира.

## Особистості

### Народилися
- Богдан Гук — український дослідник у Польщі, перекладач, журналіст.